# Holocranaus rugosus
Holocranaus rugosus is een hooiwagen uit de familie Cranaidae.